# 葉子戲
葉子戲或葉子格戲，視乎年代與語境，可以解作類似陞官圖之骰戲、可能是後世「馬弔」的原型遊戲、馬弔遊戲、用馬弔牌玩的牌戲統稱，或一般紙牌戲的泛稱，是一個具多重意義的詞彙。

## 唐、宋葉子戲

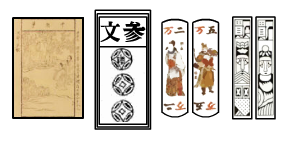
從左到右：博古葉子（酒牌）、曹州紙牌、三國葉子（紙牌）、東莞紙牌

「葉子戲」一詞，初見於唐代蘇鶚《同昌公主傳》：「韋氏諸宗，好為葉子戲。夜則公主以紅琉璃盤盛夜光珠，令僧祁立堂中，而光明如晝焉。」據歐陽修《歸田錄》所述，唐代的葉子戲其實是骰子格，是一類用骰子玩耍，類似後世陞官圖的圖版遊戲。舊日書本以卷軸記載，使用並不方便，至唐代改以折疊形式的「葉子」或「策子」（冊子）代替，而骰子格的賞例亦印在葉子上以供檢閱，故稱為葉子格。宋代程大昌亦將葉子解作冊子。
宋代錢易所編掌故《南部新書》，有朱全忠擲骰子玩葉子戲的故事。歐陽修曾憶述自己年少時藏有葉子，後來遺失，他指當時這種葉子戲基本上已經失傳。據清代高士奇記載，南唐李後主有妃嬪周氏著有遊戲譜《金葉子格》，儘管這種骰戲到不傳後世，但清初文人漁洋《南唐宮詞》仍有詩句曰「花底自成金葉格」。
葉子戲的起源，眾說紛云。有傳說指葉子格乃唐初天文學家張遂（即一行禪師）發明，「葉子」拆字即為「二十世李」，隱喻大唐國祚。又有傳說謂葉子格要到唐中葉才出現，因其發明人葉子青而得名。另有類似傳說指這個遊戲為唐末某婦人發明。

## 明代葉子戲

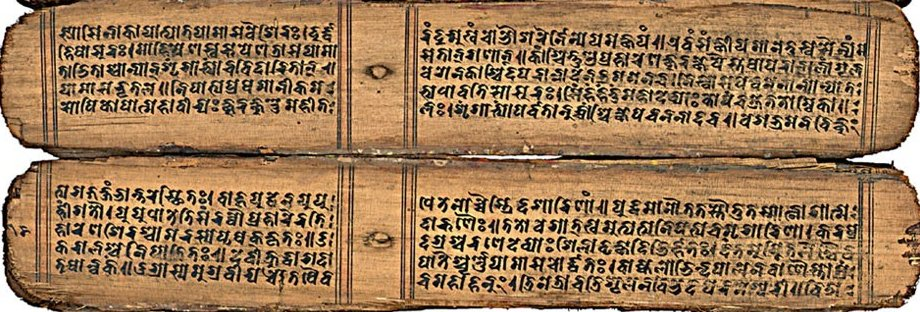
十一世紀的梵文貝葉經

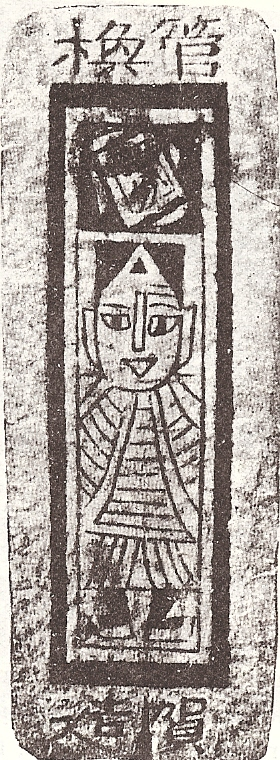
吐鲁番发现的1400年纸牌

明代的「葉子戲」，意思與宋代迥異。據明成化年間陸容 (1466年-1494年)《菽園雜記》記載，當時昆山流行一種牌戲，所用牌張共三十八葉，分別為一至九錢，一至九百，一至九萬，二十至九十萬貫、百萬貫、千萬貫及萬萬貫。一萬貫或以上的牌張均繪有《水滸傳》一百單八將其中二十人的圖像，例如尊萬萬貫是宋江，千萬貫是武松等等。當時的人就稱這種牌為「葉子」，而牌戲本身就稱為「葉子戲」，現在多稱為水滸牌。
後來文獻記載的「馬弔」牌，比這種葉子多出兩張牌。清代掌故家徐珂指宋代已有馬弔遊戲，不過實際上，只有明、清兩代，才留下馬弔牌經，而且現存最早有關馬弔牌的文獻，是明代萬曆年間潘之恆所著的《葉子譜》及《續葉子譜》，成書時間比陸容的《菽園雜記》晚了近一世紀，所以陸容所描述的葉子，究竟是馬弔牌的原型，還是與馬弔牌同時代的近親，並不清楚。
「葉子」到了晚明，主要有兩個意思，其一是後世所謂「馬弔牌」，其二是一種牌式與馬弔相近的「酒牌」。
儘管後世馬弔牌的尺寸與現今一般中國紙牌相若，但據《葉子譜》所載，葉子乃「古貝葉之遺製」，所以它起初也許有如直尺大小，比現今的紙牌長，而且是名副其實用葉子製，不過按天啟年間黎遂球《運掌經》所載，「凡牌之用，有數適焉，大可一寸，高倍出之，厚僅盈指，紙輕小，便易挾以偕遊」，可見晚明馬弔牌已是紙製。一副明代馬弔牌共四十隻，分「十、萬、索、錢」（「十」即十萬貫，而一索即一百文錢）四門：
|          | — 由小至大 → |       |       |       |       |       |       |       |       |          |             |
| 十 字 門 | 二 十        | 三 十 | 四 十 | 五 十 | 六 十 | 七 十 | 八 十 | 九 十 | 百 萬 | 千 萬    | 尊 萬 貫    |
| 萬 字 門 |              |       | 一 萬 | 二 萬 | 三 萬 | 四 萬 | 五 萬 | 六 萬 | 七 萬 | 八 萬    | 尊 九 萬 貫 |
| 索 子 門 |              |       | 一 索 | 二 索 | 三 索 | 四 索 | 五 索 | 六 索 | 七 索 | 八 索    | 尊 九 索    |
| 文 錢 門 | 九 錢        | 八 錢 | 七 錢 | 六 錢 | 五 錢 | 四 錢 | 三 錢 | 二 錢 | 一 錢 | 半 文 錢 | 尊 空 沒 文 |

以上每門最大的牌均冠以「尊」字。由於文錢中間有空洞，所以取其意頭，以一文錢都沒有的空沒文為尊，亦因此文錢門各牌的大小順序與其他三門相反，與後世其他紙牌大異。千萬別稱千兵，後世又稱老千；空沒文別稱齾客，後世又稱為空湯、空湯瓶、空堂或空文；半文錢別稱枝花，後世又稱為半枝花或半齾。跟陸容所述的葉子一樣，馬弔牌的十、萬兩門亦均印有《水滸傳》人形。然而，陸容所述的「百」字門，在馬弔中稱為「索子」，而且馬弔牌的空沒文及半文錢二牌，亦為陸容敘述所無。
用馬弔牌玩的牌戲，於晚明就通稱為「葉子戲」。稱葉子戲所用牌具為「馬弔牌」，只是後人籠統的說法。有記錄的明代葉子戲，其實有馬弔、看虎與扯章（又稱扯張，有「扯三章」與「扯五章」兩種變化）三種。看虎與扯章均去掉馬弔牌的十字門，只留千萬，共用三十張牌，而類似只用三十馬弔花色的遊戲或牌具，至清代就統稱為遊湖。三種遊戲之間並無母子關係，只是後來清代人挪用了「馬弔」作牌具名，才令人誤以為看虎與扯章乃從馬弔衍生出來。明人對於遊戲與牌具的分野，其實劃分得很清楚。馬弔、看虎與扯章，於明代《葉子譜》、《續葉子譜》、《運掌經》以及文學家馮夢龍所著的《牌經十三篇》與《馬弔腳例》之中，都只是遊戲的名字，牌具本身，則稱為「葉子」、「崑山牌」、「蠟牌」等等，不一而足，但不稱為「馬弔」。
馬弔遊戲於明末盛行，令不少士大夫沉迷，清初時甚至有「明亡於馬弔」一說。有些現代人以為馬弔遊戲即是古代的，但根據《葉子譜》、《續葉子譜》與《馬弔腳例》，明代的葉子戲都是以大擊小的鬥牌遊戲，跟麻雀這種湊牌遊戲截然不同。
「葉子」一詞，於明代還解作酒牌，是其中一種用來行酒令的工具，牌式與馬弔牌相近，但尺寸與牌面設計則有別。現存最早的酒牌，是明萬曆年間《元明戲曲葉子》，與潘之恆的《葉子譜》屬同一年代。按《葉子譜》所述，「葉子始於崑山，初用《水滸傳》中名色為角扺戲耳，後為馬掉……錢數賤九而貴空殊，倒置有味」，然而「至酒牌出而古意逾失，用之逾淺。禪爵花妓，既已不倫，甚至淫媟欲嘔，徒敗人興」，似是先有鬥牌用的葉子，才有行酒令用的葉子。縱使酒牌稱為「葉子」，但行酒令並不稱為「葉子戲」。
現在還保有以上四門花色的葉子戲，為六虎牌、六紅牌。

## 清代葉子戲

山東某處的葉子戲

清代「葉子戲」一詞的用法較為多變。有些作家為了引述古人，提及「葉子戲」時，所用的為他們所知的前朝解釋，例如汪師韓《談書錄》說「紙牌之戲，前人以為起自唐之葉子格、宋之鶴格、小葉子格，然葉格戲似兼用骰子，蓋與今之馬吊、遊湖異矣」，引用的就是唐代的解釋，而高士奇《天祿識餘》指「葉子，如今之紙牌、酒令」，所引的大致上是明代的解釋（不過他誤以為唐代葉子格戲即紙牌戲與酒令）。也有人狹義地將葉子戲解釋為馬弔遊戲本身，例如《分甘餘話》及《蜀碧》均如此。亦有人將「葉子格戲」視為紙牌遊戲的泛稱，例如李斗《揚州畫舫錄》的十湖。
唐代葉子格失傳已久，好些清代作家都誤以為唐代葉格即紙牌。前述高士奇《天祿識餘》與趙翼《陔餘叢考．葉子戲》即為其中兩例。
清朝的研究者汪師韓，撰有《葉戲原起》。
近代研究者袁克文，撰有《雀谱》、《叶子新书》、《沿革表》、《角戏志》、《鴛鴦局圖經》，曾說：「得明代叶子一局，从而略窥古法，复搜集天津、丹徒、临沂、歙县诸地之叶子，附以雀牌，作《沿革表》，纪其嬗变，作《角戏志》，疏其法例，合为一编，命曰《叶子新书》。戏虽无益，亦一代之文物也。」

## 其他國家葉子戲

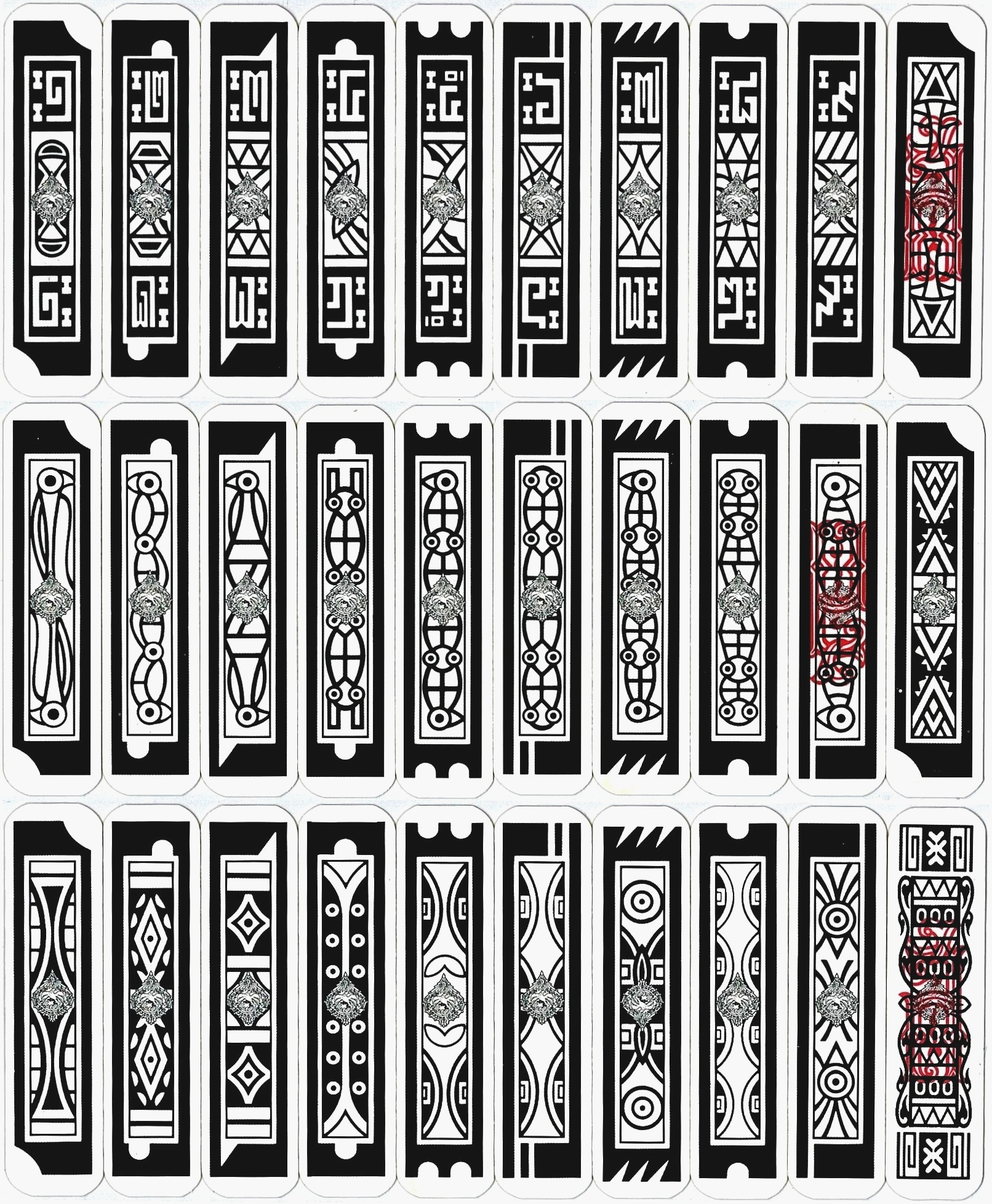
泰國葉子牌

在泰國、越南等地也有葉子戲，如聚三牌。
橋牌與葉子戲的玩法類似。